# تقييم موثوق
التقييم الموثوق (بالإنجليزية: Authentic assessment) هي مجموعة من المفاهيم التي تقيس «الإنجازات الفكرية الجديرة بالاستحقاق، ولها قيمة جدية وذات معنى مفهوم» مقارنة مع امتحانات الاختيارات المتعددة(بالإنجليزية: Multiple Choice)
يمكن أن يجهز التقييم الموثوق من قبل المدرس أو أن يشرك المتعلمين في تجهيزه فيما يعرف بصوت الطالب. عند استعمال التقييم الموثوق لقياس مستوى تعلم وتحصيل الطالب، يطبق المدرس معايير تتعلق بـ «تركيب المعرفة»، «التحصيل المنضبط» و«مستوى التحصيل الذي يتعدى متطلبات المدرسة».

## وصلات خارجية
- عدة التقييم الموثوق
- ماهية التقييم الموثوق
- بلوغ التقييم الموثوق